# Jezioro Kuchenne (Międzychód)
Jezioro Kuchenne – jezioro morenowe w woj. wielkopolskim, w powiecie międzychodzkim, w gminie Międzychód, leżące na terenie Pojezierza Poznańskiego w granicach administracyjnych miasta Międzychód. Zbiornik jest oddzielony od większego jeziora Miejskiego, położonego w centrum miasta, wąskim – około 50 metrowym przesmykiem, przez który przebiega linia kolejowa nr 368 trakcji Międzychód – Szamotuły.

## Hydronimia
Według urzędowego spisu opracowanego przez Komisję Nazw Miejscowości i Obiektów Fizjograficznych (KNMiOF) nazwa tego jeziora to Kuchenne. W powiecie międzychodzkim, położone są jeszcze 2 większe jeziora o tej samej nazwie:
- Jez. Kuchenne w Prusimiu (32,1 ha),
- Jez. Kuchenne koło Śródki (około 63,1 ha).

## Dane morfometryczne
Powierzchnia zwierciadła wody według różnych źródeł wynosi od 3,80 ha do 6,47 ha.
Zwierciadło wody położone jest na wysokości 32,6 m n.p.m..